# 横岳氏
横岳氏（よこだけし）は、日本の氏族。筑前、肥前など北九州地方の御家人・守護大名の少弐氏の庶流である。

## 少弐氏の再興、横岳氏の出現
少弐氏は鎌倉時代に筑前の守護を独占していた。南北朝時代になり、室町幕府が九州探題に筑前守護を兼任し、筑前の博多を統治して明や李氏朝鮮との貿易の直接支配を目指していたが、博多で貿易を行っていた少弐氏、大友氏と対立して失敗した。室町時代に入って、少弐氏は筑前の守護に復帰したが、室町幕府は明や李氏朝鮮との貿易を行うために、九州探題の渋川氏を博多に置き、中国地方の大内氏が支援を行って渋川氏を支えていた。当時、西国最大の守護大名であった大内氏の勢力が北九州にまで伸びて、少弐氏は次第に追い詰められていた。
永享5年（1433年）、少弐家12代当主の少弐満貞と長男の資嗣が大内持世との戦いに敗れ戦死すると、次男の嘉頼は三男の教頼と共に対馬国に落ち延びることを余儀なくされ、一族の宗貞盛の庇護下に入る。永享6年（1434年）1月、渋川満直は肥前神埼で横岳頼房と戦って、敗死した。
対馬で元服し家督を継いだ嘉頼は、一族の横岳頼房や宗氏の援助を受けつつ、また大友持直と協力するなどして少弐氏の再興を目指した。
横岳氏は、戦死した少弐満貞の弟の頼房が文安元年（1444年）に、肥前国三根郡西島に居城して横岳を称したことに始まる。なお横岳氏の本貫地は、福岡県太宰府市白川にあり、旧小字横岳と地名が残っている。

## 少弐氏の復活と滅亡
応仁元年（1467年）に応仁の乱で大内氏が西軍につくと、少弐教頼・政資父子は東軍の細川氏と接近し、幕府へ帰参した。応仁2年（1468年）、少弐教頼は筑前で大内氏に敗れ自刃したため、政資が家督を継いだ。少弐政資は、大内氏が京の上洛している間に大内氏に奪われていた筑前国、豊前国を奪還して、少弐氏を一時的に再興させた。しかし、応仁の乱の終了後に大内氏が北部九州に侵攻を始めると、明応6年（1497年）に敗北して肥前まで逃亡するが、政資と嫡男の高経は肥前で自刃した。政資の遺児の少弐資元は幼児であったので、横岳資貞ら旧臣たちに横岳氏の居城である肥前国三根郡西島城にて保護された。後に資貞は、三根郡代になっている。
少弐資元は、元服の際に豊後国の大友氏の支援を受けて、少弐氏を再興する。享禄3年（1530年）の田手畷の戦いでは、大内義隆の命を受け北九州の諸将を動員した杉興運の攻勢に少弐氏方は劣勢となった。横岳資貞や筑紫尚門など少弐一族も少弐氏を裏切っているが、少弐氏方の龍造寺家兼の活躍によりに敗れて戦死している。資貞の子の横岳資誠は終始、少弐氏方として戦っている。天文5年（1536年）、大内氏に敗れた資元は自害して、子の冬尚が後を継ぐ。その後、横岳資誠は少弐冬尚にも仕え、冬尚の娘を娶って重用された。
その後、冬尚は家兼の曾孫・龍造寺隆信と争い、永禄2年（1559年）に隆信や千葉胤連に攻められ勢福寺城で自害し、少弐氏は滅亡した。のちに弟・政興が、馬場鑑周（馬場頼周の孫）や横岳資誠などと少弐氏の復活を狙って旗揚げするも、果たせず。政興が肥前を出奔後、横岳一門の筑後国住吉城（久留米市安武町住吉)主横岳下野守頼続の説得により、龍造寺隆信に降伏する。天正9年(1581年)、隆信隠居後、龍造寺政家の代になって、その偏諱を受けて家実と改名し、龍造寺幕下となる。

## 横岳氏一族
『横岳氏系図』を元に記載する。
- 初代：横岳頼房（？～?）：孫二郎。少弐貞頼の子。三根郡代。
- 二代：横岳資貞（？～1530年）：兵庫頭、讃岐守。頼房の子。三根郡代。
- 三代：横岳資誠（？～1569年）：彦四郎、右馬頭、讃岐守。法名寶屋本珍。資貞の子。母は、少弐冬尚娘。
- 四代：横岳資栄（？～1553年）：孫二郎、兵庫頭。横岳資誠の子。母は、少弐冬尚娘。
- 五代：横岳鎮貞(家実)（？～1617年）：弥十郎、中務大輔、兵庫頭。法名龍傅性透。龍造寺氏に降伏。天正九年（1571年）、 龍造寺政家より、諱を賜って家実に改名。天正十一年(1573年)には高来郡深江城の加番を命じられ、同年六月に戦功があって竜造政家より感状および恩地を与えられている。
- 六代：横岳家房（？～1631年）：鎮貞の子。母は、蒲池氏の娘。龍造寺政家より、諱を賜う。

以下、鍋島家家臣として一族が続いている。
横岳資貞・鎮貞の墓は、佐賀県みやき町西島の光浄寺境内にある。

### その他の一族
- 千葉胤勝（？-1536年）：横岳資貞の子。幼名は満童丸。肥前千葉氏に養子に入る。子は千葉 胤連。
- 横岳頼続(頼次)（？～？）：下野守。横岳資貞の子の政貞の孫。室は龍造寺周家の娘。筑後国住吉城主。龍造寺氏に降伏後の天正四年(1576年)、龍造寺軍先方として、筑後国の海津城を落として、海津城城主となる。